# 도쿄 해상 홀딩스
도쿄 해상 홀딩스 주식회사(일본어: 東京海上ホールディングス株式会社, 영어: Tokio Marine Holdings, Inc.)는 미쓰비시 그룹에 속하는 일본의 보험 지주회사이다. 도쿄도 지요다구 마루노우치에 본사를 두고 있다.
2002년 4월 2일에 설립하여 도쿄 증권거래소 제1부 및 미국 NASDAQ에 상장돼 있다. MS&AD 인슈런스 그룹 홀딩스, SOMPO 홀딩스와 함께 이른바 ‘3대 손해 보험’ 가운데 하나이다.